# 20th Century Studios
20th Century Studios (precedentemente 20th Century Fox E 20th Century Pictures Inc.) è una casa di produzione cinematografica statunitense, con sede a Century City, nell'area di Los Angeles, in California. Dal 2019 è diventata di proprietà di The Walt Disney Company.
Nel gennaio 2020 viene reso noto che la Disney avrebbe rinominato lo studio in 20th Century Studios, rimuovendo il brand Fox a cui era legato dal 1935. Il primo film distribuito con il nuovo nome è stato Il richiamo della foresta.

## Contesto
Lo studio ha le sue origini in due diverse compagnie: la Fox Film Corporation, fondata da William Fox (vero nome Wilhelm Fried) nel 1915, e la Twentieth Century Pictures, fondata nel 1933 da Darryl F. Zanuck, precedentemente alla Warner Brothers, e Joseph Schenck della United Artists. Dopo aver estromesso William Fox dalla sua compagnia, una nuova leadership da parte del presidente Sidney Kent portò ad una fusione tra i due studi, e la Twentieth Century-Fox Film Corporation fu formata nel 1935.

## Storia

### Dalla fondazione al 1956
Twentieth Century-Fox Film Corporation nacque nel 1935 dalla fusione degli studi Fox Film Corporation e Twentieth Century Pictures. La nuova società iniziò le sue attività il 31 maggio 1935.
Dopo il completamento della fusione, vennero ingaggiati giovani attori per far crescere gli studio come Tyrone Power, Linda Darnell, Carmen Miranda, Don Ameche, Henry Fonda, Gene Tierney, Sonja Henie e Betty Grable. La 20th Century-Fox ha anche assunto Alice Faye e Shirley Temple, che apparvero in diversi film importanti dello studio negli anni '30.
Dopo la guerra, il pubblico si è lentamente allontanato con l'avvento della televisione. La 20th Century-Fox ha tenuto i suoi cinema fino a quando non gli fu imposto di scorporarli dal tribunale; nacque così Fox National Theatres nel 1953.
Nel novembre del 1952, è stato distribuito il primo film nel formato CinemaScope, La tunica. Nel febbraio del 1953, venne annunciato che da quel momento in poi tutti i film dello studio sarebbero stati realizzati in CinemaScope.
CinemaScope portò un breve aumento delle presenze in sala, ma nel 1956 i numeri iniziarono di nuovo a diminuire. Quell'anno Darryl Zanuck annunciò le sue dimissioni da capo della produzione.

### Problemi di produzione e finanziari
Il successore di Zanuck, il produttore Buddy Adler, morì un anno dopo. Successivamente il presidente Spyros Skouras diede a varie persone l'incarico di presidente di produzione, ma nessuno ebbe il successo di Zanuck.
Nel 1958 il presidente della Fox Skouras vendette un lotto di 176 acri del lotto a William Zeckendorf 40 milioni di dollari a causa della crescente popolarità della TV che ha costretto a un ripensamento delle finanze degli studi.
Nel 1962 Darryl Zanuck torna come presidente e mette suo figlio Richard Zanuck come capo della produzione. Insieme a suo figlio, Richard Zanuck, presidente di Fox, ha affrettato il completamento di Cleopatra. Il 27 giugno 1962, il film Cleopatra termina le riprese principali dopo due anni dall'inizio delle riprese. Inizialmente con un budget di 5 milioni di dollari, è finito per costarne 44 milioni, inclusi i costi di marketing, ancora oggi una delle produzioni più costose. Nel 1963 il film esce in sala e diventa il film di maggior incasso dell'anno. Tuttavia, a causa degli enormi costi di produzione, Fox fu costretta a massicci licenziamenti e a porre fine a molte produzioni pianificate.
Nel 1965, uscì "Tutti insieme appassionatamente" che, guadagnando 158 milioni di dollari, divenne il film più visto al cinema di tutti i tempi aiutando la Fox a riprendersi.
Dal 1969 ci furono diversi flop al botteghino, che portarono all'addio di Zanuck nel 1971.
Sotto la gestione del nuovo presidente Gordon T. Stulberg e del nuovo capo della produzione Alan Ladd, Jr., si cercò di rendere i film dello studio più adatti al pubblico moderno. Stulberg cercò di diversificare le entrate acquisendo resort, cinema e varie altre proprietà.
Grazie a film come Guerre stellari, che fu un successo al botteghino, 20th Century-Fox raggiunse una nuova stabilità economica.

### Marvin Davis e Rupert Murdoch
L'8 giugno 1981 il dirigente petrolifero Marvin Davis e il finanziere Marc Rich acquisirono 20th Century-Fox per 722 milioni di dollari.
Nel 1984 Marvin Davis ha rilevato la quota di Marc Rich nella società, per un importo non reso noto, a seguito del congelamento dei beni di Rich da parte delle autorità statunitensi, dopo essere stato accusato di evasione fiscale.
Nel 1984, Rupert Murdoch, attraverso News Corporation, ha acquisito una partecipazione in 20th Century-Fox per 250 milioni di dollari. Murdoch in seguito ha acquistato la partecipazione di Davis per 325 milioni di dollari.
Dal 1985, il "trattino" è stato eliminato dal nome "20th Century-Fox", diventando così 20th Century Fox.
Per ottenere l'approvazione della FCC per l'acquisto da parte della 20th Century-Fox delle partecipazioni televisive di Metromedia, Murdoch dovette diventare cittadino degli Stati Uniti. Lo fece nel 1985 e nel 1986 la nuova Fox Broadcasting Company prese vita.
Nel 1994, viene creata la divisione Fox Family Films per incrementare la produzione di film per famiglie. Nel febbraio 1998, dopo il successo di "Anastasia", la divisione ha cambiato nome in Fox Animation Studios e ha abbandonato la produzione live action, passata a altre divisioni.
Alla fine del 2006 viene creata Fox Atomic come divisione di produzione, sotto il capo di Fox Searchlight, Peter Rice, e il COO, John Hegeman. All'inizio del 2008, quando Hegeman è passato alla New Regency Productions, l'unità di marketing di Fox Atomic è stata trasferita sotto Fox Searchlight e 20th Century Fox. L'unità venne chiusa definitivamente nell'aprile 2009. I film in produzione sotto Atomic rimanenti sono stati trasferiti a 20th Century Fox e Fox Searchlight.
Nell'agosto 2012, la 20th Century Fox ha firmato un contratto quinquennale con DreamWorks Animation per la distribuzione di lungometraggi nei mercati nazionali e internazionali.

### Era 21st Century Fox
Il 28 giugno 2013, a seguito di un riassetto organizzativo di News Corporation, le attività televisive e cinematografiche della società, tra cui Fox Entertainment Group e 20th Century Fox, sono diventate sussidiarie del nuovo gruppo 21st Century Fox.
L'accordo di distribuzione con DreamWorks Animation si è concluso il 2 giugno 2017, con Universal Pictures che l'ha rilevato a seguito dell'acquisizione di DreamWorks Animation da parte di NBCUniversal avvenuta il 22 agosto 2016.
Nel settembre 2017, Fox ha stretto un accordo di distribuzione pluriennale con Locksmith Animation, con quest'ultima che mira a produrre un film ogni 12-18 mesi.
Il 30 ottobre 2017, Vanessa Morrison è stata nominata presidente di una nuova divisione dello studio chiamata Fox Family. La nuova divisione si sarebbe occupata della produzione di film, sia d'animazione che film live action, adatti alle famiglie. In contemporanea Andrea Miloro e Robert Baird sono stati nominati co-presidenti della 20th Century Fox Animation.
Il 14 dicembre 2017, The Walt Disney Company ha annunciato l'intenzione di acquisire 21st Century Fox e parte delle sue divisioni, inclusa la 20th Century Fox, per 52,4 miliardi di dollari. Dopo un'offerta di Comcast (società madre di NBCUniversal) di 65 miliardi di dollari, la Disney ha alzato la sua offerta a 71,3 miliardi. Il 19 luglio 2018, Comcast ha abbandonato l'offerta per la 21st Century Fox in favore dell'acquisizione della controllata Sky plc.

### Era Disney
Il 27 luglio 2018, gli azionisti di The Walt Disney Company e 21st Century Fox hanno approvato l'acquisizione.
Il 20 marzo 2019, Disney ha ufficialmente acquisito 21st Century Fox e tutte le sue controllate. Anche se di proprietà di Disney, 20th Century Fox manterrà la sua sede a Century City, nel Fox Studio Lot, per i sette anni successivi.
Il 17 gennaio 2020, Disney ha rinominato lo studio 20th Century Studios, a seguito dell'eliminazione del brand Fox da tutte le sue controllate. lo stesso giorno viene annunciato che dal film successivo la distribuzione delle pellicole di 20th Century Studios sarebbe stata gestita da Walt Disney Studios Motion Pictures, mentre Searchlight Pictures avrebbe continuato a gestirsela in maniera autonoma. il primo film distribuito con il nuovo nome è stato Il richiamo della foresta.
Nel gennaio 2020, la presidente di produzione trattenuta Emma Watts si è dimessa dalla società. Il 12 marzo successivo Steve Asbell l'ha sostituita.
Il 9 febbraio 2021, la Disney ha annunciato che Blue Sky Studios, unità principale di 20th Century Animation, avrebbe chiuso l'aprile successivo.

## Logo e fanfara

Logo della 20th Century Fox usato fino al 10 gennaio 2020

Logo della 20th Century Studios in uso dal 21 febbraio 2020

La famosa e inconfondibile fanfara della 20th Century Studios venne composta da Alfred Newman e accompagnò il logo dello studio in molti film (come Ultimatum alla Terra del 1951). All'inizio di ogni film, il logo appare circondato da edifici Art déco e illuminato dai riflettori. Dal 1954, per le produzioni in CinemaScope, venne realizzata una versione più lunga, in uso ancora oggi (anche se con il passare degli anni ha cambiato arrangiamento, fino ad arrivare a quello attuale, del 1997). Dal 1994, il logo è in computer grafica, ambientato a Los Angeles, parte dal 2 e, alla fine della fanfara, appare una scritta che recita “A News Corporation Company”.
Nel 2009 i Blue Sky Studios, compagnia affiliata alla 20th Century Studios e produttrice di film di animazione in computer grafica, modificano il logo (rendendolo più realistico e aggiungendo un riflettore supplementare e quattro palme in basso a destra); il primo film ad utilizzare il nuovo logo è stato Avatar. Il nuovo logo viene ulteriormente modificato in occasione del 75º anniversario dello studio e debutta ufficialmente nel film Percy Jackson e gli dei dell'Olimpo - Il ladro di fulmini del 2010. Nel 2013, la firma News Corporation è stata rimossa.
Nel 2020 il logo viene modificato in seguito al cambio di nome da 20th Century Fox a 20th Century Studios: presenta uno sfondo del cielo leggermente diverso, il panorama di Los Angeles è più grande e dettagliato e il resto del logo appare più scuro con un'illuminazione più realistica. Il primo film con il nuovo nome e logo è stato Il richiamo della foresta.
Alla fine delle varie serie di animazione, questo logo viene abbreviato e diventa quello della 20th Television. Per la serie d'animazione di fantascienza Futurama, gli autori hanno parodiato il logo della 20th Television apponendo 30th al posto di 20th, questo perché la serie è ambientata nell'anno 3000; questo logo si può vedere alla fine di ogni episodio della serie.

## Filmografia parziale

### Anni '30
- Thanks a Million (1935)
- Il re dell'Opera (1935)
- L'ultima partita, regia di Allan Dwan (1936)
- L'incendio di Chicago (1937)
- Il mercante di schiavi, regia di Tay Garnett (1937)
- La grande strada bianca (1938)
- Rondine senza nido (1938)
- La piccola principessa (1939)
- Le avventure di Sherlock Holmes (1939)
- Alba di gloria (1939)
- Jess il bandito (1939)
- la serie di gialli dedicate alle indagini di Charlie Chan e Mr. Moto

### Anni '40
- Il segno di Zorro (1940)
- Com'era verde la mia valle (1941)
- Charlie Chan e i morti che parlano (Dead Men Tell), regia di Harry Lachman (1941)
- Sangue e arena (1941)
- Il cigno nero (1942)
- Bernadette (1943)
- Il cielo può attendere (1943)
- La porta proibita (1944)
- Le chiavi del paradiso (1944)
- Femmina folle (1945)
- Il filo del rasoio (1946)
- Il bacio della morte (1947)
- Il miracolo della 34ª strada (1947)

### Anni '50
- Eva contro Eva (1950)
- Ultimatum alla Terra (1951)
- Viva Zapata! (1952)
- I topi del deserto (1953)
- Gli uomini preferiscono le bionde (1953)
- Niagara (1953) (ultimo film con il logo del 1935)
- La tunica (1953) (Primo film con il logo del 1953-1983)
- Come sposare un milionario (1953)
- Follie dell'anno (1954)
- La magnifica preda (1954)
- I gladiatori (1954)
- Oklahoma! (1955) (co-produzione con The Samuel Goldwyn Company)
- Il treno del ritorno (1955)
- Quando la moglie è in vacanza (1955)
- Papà Gambalunga (1955)
- Il re ed io (1956)
- Anastasia (1956)
- Il mostruoso uomo delle nevi (1957)
- Un amore splendido (1957)
- South Pacific (1958)
- Bravados (1958)
- Missili in giardino (1958)
- Viaggio al centro della terra (1959)
- A qualcuno piace caldo (1959)
- Ultima notte a Warlock (1959)

### Anni '60
- Mondo perduto (1960)
- I comanceros (1961)
- Something's Got to Give (1962) - incompiuto
- Il gabinetto del Dr. Caligari (1962)
- Il giorno più lungo (1962)
- Cleopatra (1963)
- Prendila è mia (1963)
- Zorba il greco (1964)
- Quei temerari sulle macchine volanti (1965)
- Tutti insieme appassionatamente (1965)
- Batman (1966)
- Viaggio allucinante (1966)
- Il favoloso dottor Dolittle (1967)
- Il pianeta del scimmie (1968)
- Un giorno... di prima mattina (1968)
- Hello,  Dolly! (1969)
- I due invincibili (1969)

### Anni '70
- M*A*S*H (1970)
- Tora! Tora! Tora! (1970)
- L'altra faccia del pianeta delle scimmie (1970)
- Fuga dal pianeta delle scimmie (1971)
- 1999: conquista della Terra (1972)
- Anno 2670 - Ultimo atto (1973)
- Il fantasma del palcoscenico (1974)
- Frankenstein Junior (1974)
- The Rocky Horror Picture Show (1975)
- L'ultima follia di Mel Brooks (1976)
- Una valigia piena di dollari, regia di Peter Hyams (1976)
- Guerre stellari (1977) (co-produzione con LucasFilm)
- All That Jazz - Lo spettacolo comincia (1979)
- Alien (1979)
- All American Boys (1979)

### Anni '80
- L'Impero colpisce ancora (1980)
- Taps - Squilli di rivolta (1981)
- Porky's - Questi pazzi pazzi porcelloni! (1982) (ultimo film col logo del 1953)
- Il ritorno dello Jedi (1983) (primo film col logo del 1983-1994
- Mister mamma (1983) (diritti appartengono ora alla Metro-Goldwyn-Mayer)
- Condannato a morte per mancanza di indizi (1983)
- Per fortuna c'è un ladro in famiglia (Max Dugan Returns), regia di Herbert Ross (1983)
- Le avventure di Buckaroo Banzai nella quarta dimensione (1984) (diritti appartengono ora alla Metro-Goldwyn-Mayer)
- Bachelor Party - Addio al celibato (1984)
- Cocoon - L'energia dell'universo (1985)
- Allarme rosso (1985)
- Aliens (1986)
- Mannequin (1987)
- Predator (1987)
- La storia fantastica (1987)
- Wall Street (1987)
- Trappola di cristallo (1988)
- Alien Nation (1988)
- Weekend con il morto (1989)
- Babar Il Film (1989)

### Anni '90
- Mamma, ho perso l'aereo (1990)
- Edward mani di forbice (1990)
- 58 minuti per morire - Die Harder (1990)
- Hot Shots! (1991)
- FernGully - Le avventure di Zak e Crysta (1992) (co-produzione con FAI Films)
- Mamma, ho riperso l'aereo: mi sono smarrito a New York (1992)
- Drago d'acciaio, regia di Dwight H. Little (1992)
- I ragazzi vincenti (1993) (co-produzione con Island World)
- Rookie of the Year (1993)
- C'era una volta nella foresta (1993) (co-produzione con Hanna-Barbera e HTV)
- A Beverly Hills... signori si diventa (1993)
- Alien³ (1993)
- Mrs. Doubtfire - Mammo per sempre (1993) (Ultimo film con il logo del 1953)
- Speed (1994)
- Baby Birba - Un giorno in libertà (1994)
- True Lies (1994) (co-produzione con Universal Pictures e Lightstorm Entertainment) (Primo film con il logo in CGI del 1994)
- Airheads - Una band da lanciare (1994) (Ultimo film con il logo del 1981)
- Asterix conquista l'America (1994)
- Miracolo nella 34ª strada (1994)
- Pagemaster - L'avventura meravigliosa (1994) (co-produzione con Turner Entertainment)
- Mariti imperfetti (1995)
- Lontano da casa (1995)
- Il bacio della morte (1995)
- Die Hard - Duri a morire (1995) (co-produzione con Touchstone Pictures e Cinergi Pictures)
- Braveheart - Cuore impavido (1995) (co-produzione con Paramount Pictures e Icon Productions)
- Independence Day (1996) (co-produzione con Centropolis Entertainment)
- Strange Days (1995)
- Anastasia (1997) (co-produzione con Fox Animation Studios e Fox Family Films)
- Alien - La clonazione (1997)
- Titanic (1997) (co-produzione con Paramount Pictures e Lightstorm Entertainment)
- Mamma, ho preso il morbillo (1997)
- FernGully - Cuccioli da salvare (1998)
- Tutti pazzi per Mary (1998)
- La leggenda di un amore - Cinderella (1998)
- La sottile linea rossa (1998)
- Dr Dolittle (1998)
- Casper e Wendy - Una magica amicizia (Casper Meets Wendy, 1998) (co-produzione con Harvey Comics e Saban Entertainment)
- Star Wars - Episodio I - La minaccia fantasma (1999) (co-produzione con LucasFilm)
- Fight Club (1999)
- Bartok il magnifico (1999)
- Anna and the King (1999)
- Babar, il re degli elefanti (1999)

### Anni 2000
- The Beach (2000)
- X-Men (2000)
- Titan A.E. (2000)
- La leggenda di Bagger Vance (2000) (co-produzione con DreamWorks)
- Le verità nascoste (2000) (co-produzione con DreamWorks e ImageMovers)
- Cast Away (2000) (co-produzione con DreamWorks e ImageMovers)
- La vera storia di Jack lo squartatore - From Hell (From Hell) (2001)
- Moulin Rouge! (2001)
- Dr Dolittle 2 (2001)
- Planet of the Apes - Il pianeta delle scimmie (2001)
- Alì (2001) (prodotto da Columbia Pictures)
- L'era glaciale (2002) (co-produzione con Blue Sky Studios)
- Minority Report (2002) (co-produzione con DreamWorks Pictures e Amblin Entertainment)
- Il sogno di Calvin (2002)
- Star Wars - Episodio II - L'attacco dei cloni (2002) (co-produzione con LucasFilm)
- Era mio padre (2002) (co-produzione con DreamWorks)
- Master & Commander - Sfida ai confini del mare (2003) (co-produzione con Miramax Films e Universal Pictures)
- Daredevil (2003) (co-produzione con Regency Enterprises e Marvel Enterprises)
- X-Men 2 (2003) (co-produzione con Marvel Enterprises)
- La leggenda degli uomini straordinari (2003)
- Una scatenata dozzina (2003)
- The Day After Tomorrow - L'alba del giorno dopo (2004)
- Garfield - Il film (2004) (co-produzione con Davis Entertainment)
- Alien vs. Predator (2004) (co-produzione con Davis Entertainment)
- The Transporter (2004)
- Man on Fire - Il fuoco della vendetta (2004)
- Stay - Nel labirinto della mente (2005)
- Elektra (2005) (co-produzione con Regency Enterprises e Marvel Enterprises)
- Robots (2005) (co-produzione con Blue Sky Studios)
- Star Wars - Episodio III - La vendetta dei Sith (2005) (co-produzione con LucasFilm)
- Mr. & Mrs. Smith (2005) (co-produzione con Summit Entertainment e Regency Enterprises) (distribuito da 01 Distribution in Italia)
- I Fantastici 4 (2005) (co-produzione con Marvel Enterprises e 1492 Pictures)
- Il ritorno della scatenata dozzina (2005)
- L'era glaciale 2 - Il disgelo (2006) (co-produzione con Blue Sky Studios)
- La Pantera Rosa (2006) (co-prodotto con Metro-Goldwyn-Mayer)
- Dr Dolittle 3 (2006)
- Piccolo grande eroe (2006) (co-produzione con Medusa Film e Starz)
- Omen - Il presagio (2006)
- X-Men - Conflitto finale (2006) (co-produzione con Dune Entertainment e Marvel Enterprises)
- Garfield 2 (2006) (co-produzione con Dune Entertainment e Davis Entertainment)
- Borat - Studio culturale sull'America a beneficio della gloriosa nazione del Kazakistan (2006)
- Il diavolo veste Prada (2006)
- Eragon (2006)
- Una notte al museo (2006) (co-produzione con Dune Entertainment e 1492 Pictures)
- Die Hard - Vivere o morire (2007)
- I Fantastici 4 e Silver Surfer (2007) (co-produzione con Dune Entertainment, Marvel Enterprises e 1492 Pictures)
- I Simpson - Il film (2007) (co-produzione con Gracie Films)
- 28 settimane dopo (2007)
- Hitman - L'assassino (2007)
- Alvin Superstar (2008) (co-produzione con Regency Enterprises, Dune Entertainment e Bagdasarian Productions)
- Aliens vs. Predator 2 (2008) (co-produzione con Dune Entertainment e Davis Entertainment)
- Jumper - Senza confini (2008)
- Dr Dolittle 4 (2008)
- Alla ricerca dell'isola di Nim (2008)
- Ortone e il mondo dei Chi (2008) (co-produzione con Blue Sky Studios)
- Io vi troverò (2008)
- Max Payne (2008)
- Ember - Il mistero della città di luce (2008)
- Australia (2008)
- X-Files - Voglio crederci (2008)
- Io & Marley (2008)
- Ultimatum alla Terra (2008)
- Dragonball Evolution (2009)
- X-Men le origini - Wolverine (2009) (co-produzione con Dune Entertainment e Marvel Enterprises)
- Una notte al museo 2 - La fuga (2009) (co-produzione con Dune Entertainment, 21 Laps Entertainment e 1492 Pictures)
- Una notte con Beth Cooper (2009)
- Alieni in soffitta (2009)
- L'era glaciale 3 - L'alba dei dinosauri (2009) (co-produzione con Blue Sky Studios)
- A proposito di Steve (2009) (co-produzione con Dune Entertainment, Radar Pictures e Fortis Films)
- Jennifer's Body (2009)
- Avatar (2009) (Primo film con il nuovo logo realizzato dai Blue Sky Studios) (co-produzione con Dune Entertainment e Lightstorm Entertainment)
- Alvin Superstar 2 (2009) (co-produzione con Regency Enterprises, Dune Entertainment e Bagdasarian Productions)
- New York (2009) (co-produzione con Dune Entertainment e YRF Entertainment)

### Anni 2010
- Il mio nome è Khan (2010) (con Fox Searchlight Pictures e co-produzione con Image Nation Abu Dhabi e Dune Entertainment e Fox Searchlight Pictures)
- Percy Jackson e gli dei dell'Olimpo - Il ladro di fulmini (2010)
- Fantastic Mr. Fox (2010) (con Fox Searchlight Pictures e co-produzione con Regency Enterprises e Indian Paintbrush)
- Notte folle a Manhattan (2010) (co-produzione con Dune Entertainment e 21 Laps Entertainment)
- L'acchiappadenti, regia di Michael Lembeck (2010) (co-produzione con Walden Media e Dune Entertainment)
- A-Team, regia di Joe Carnahan (2010) (co-produzione con Dune Entertainment, Scott Free Productions e Stephen J. Cannell Productions)
- Predators, regia di Nimród Antal (2010) (co-produzione con Dune Entertainment, Troublemaker Studios e Davis Entertainment)
- Sansone, regia di Tom Dey (2010) (co-produzione con Regency Enterprises, Dune Entertainment e Davis Entertainment)
- Innocenti bugie, regia di James Mangold (2010) (co-produzione con Regency Enterprises e Dune Entertainment)
- Wall Street - Il denaro non dorme mai, regia di Oliver Stone (2010)
- Rio, regia di Carlos Saldanha (2011)
- I pinguini di Mr. Popper, regia di Mark Waters (2011)
- Diario di una schiappa, regia di Thor Freudenthal (2011) (co-produzione con Dune Entertainment)
- Diario di una schiappa 2 - La legge dei più grandi, regia di David Bowers (2011) (co-produzione con Dune Entertainment)
- L'alba del pianeta delle scimmie (Rise of the Planet of the Apes), regia di Rupert Wyatt (2011)
- Alvin Superstar 3 - Si salvi chi può!, regia di Mike Mitchell (2011)
- Come trovare nel modo giusto l'uomo sbagliato, regia di Salvatore Allocca e Daniela Cursi Masella (2011) (prodotto da Home Film)
- L'era glaciale 4 - Continenti alla deriva, regia di Steve Martino e Mike Thurmeier (2012) (co-produzione con Blue Sky Studios)
- Vita di Pi, regia di Ang Lee (2012)
- Lincoln, regia di Steven Spielberg (2012) (co-produzione con DreamWorks SKG)
- Die Hard - Un buon giorno per morire, regia di John Moore (2013)
- I Croods, regia di Kirk De Micco e Chris Sanders (2013) (co-produzione con Dreamworks Animation)
- Turbo, regia di David Soren (2013) (co-produzione con Dreamworks Animation)
- Percy Jackson e gli dei dell'Olimpo - Il mare dei mostri, regia di Thor Freudenthal (2013)
- Dragon Ball Z - La battaglia degli dei, regia di Masahiro Hosoda (2013) (co-produzione con Toei Animation)
- Storia di una ladra di libri, regia di Brian Percival (2013)
- Monuments Men, regia di George Clooney (2014) (co-prodotto con Columbia Pictures)
- La stirpe del male, regia di Matt Bettinelli-Olpin e Tyler Gillett (2014) (co-prodotto con TSG Entertainment e Davis Entertainment)
- Maze Runner - Il labirinto, regia di Wes Ball (2014)
- Tutte contro lui - The Other Woman, regia di Nick Cassavetes (2014)
- Mr. Peabody e Sherman, regia di Rob Minkoff (2014) (co-produzione con Dreamworks Animation)
- Dragon Trainer 2, regia di Dean DeBlois (2014) (co-produzione con Dreamworks Animation)
- I pinguini di Madagascar, regia di Eric Darnell e Simon J. Smith (2014) (co-produzione con Dreamworks Animation)
- Birdman, regia di Alejandro González Iñárritu (2014)
- Notte al museo - Il segreto del faraone, regia di Shawn Levy (2014)
- X-Men - Giorni di un futuro passato (X-Men: Days of Future Past), regia di Bryan Singer (2014)
- Apes Revolution - Il pianeta delle scimmie (Dawn of the Planet of the Apes), regia di Matt Reeves (2014)
- Rio 2 - Missione Amazzonia, regia di Carlos Saldanha (2014)
- Taken 3 - L'ora della verità (Taken 3), regia di Olivier Megaton (2015)
- Kingsman - Secret Service (Kingsman: The Secret Service), regia di Matthew Vaughn (2015)
- Home - A casa (Home), regia di Tim Johnson (2015) (co-produzione con Dreamworks Animation)
- Spy, regia di Paul Feig (2015)
- Fantastic 4 - I Fantastici Quattro (Fantastic Four), regia di Josh Trank (2015)
- Hitman: Agent 47, regia di Aleksander Bach (2015)
- Sopravvissuto - The Martian (The Martian), regia di Ridley Scott (2015)
- Il ponte delle spie (Bridge of Spies), regia di Steven Spielberg (2015)
- Victor - La storia segreta del dott. Frankenstein (Victor Frankenstein), regia di Paul McGuigan (2015)
- Revenant - Redivivo (The Revenant), regia di Alejandro González Iñárritu (2015)
- Deadpool, regia di Tim Miller (2016)
- X-Men - Apocalisse (X-Men: Apocalypse), regia di Bryan Singer (2016)
- Independence Day - Rigenerazione (Independence Day: Resurgence), regia di Roland Emmerich (2016)
- Mike & Dave - Un matrimonio da sballo (Mike and Dave Need Wedding Dates), regia di Jake Szymanski (2016)
- L'era glaciale - In rotta di collisione (Ice Age: Collision Course), regia di Mike Thurmeier e Galen T. Chu (2016) (co-produzione con Blue Sky Studios)
- Morgan, regia di Luke Scott (2016)
- Miss Peregrine - La casa dei ragazzi speciali (Miss Peregrine's Home for Peculiar Children), regia di Tim Burton (2016)
- Le spie della porta accanto (Keeping Up with the Joneses), regia di Greg Mottola (2016)
- Trolls, regia di Mike Mitchell e Walt Dohrn (2016)
- L'eccezione alla regola (Rules Don't Apply), regia di Warren Beatt (2016)
- Assassin's Creed, regia di Justin Kurzel (2016)
- Proprio lui? (Why Him?), regia di John Hamburg (2016)
- Logan: The Wolverine (Logan), regia di James Mangold (2017)
- Alien: Covenant, regia di Ridley Scott (2017)
- The War - Il pianeta delle scimmie (War for the Planet of the Apes), regia di Matt Reeves (2017)
- Kingsman - Il cerchio d'oro (Kingsman: The Golden Circle), regia di Matthew Vaughn (2017)
- Assassinio sull'Orient Express (Murder on the Orient Express), regia di Kenneth Branagh (2017)
- The Greatest Showman, regia di Michael Gracey (2017)
- The Post, regia di Steven Spielberg (2017)
- Maze Runner - La rivelazione (Maze Runner: The Death Cure), regia di Wes Ball (2018)
- Red Sparrow, regia di Francis Lawrence (2018)
- Deadpool 2, regia di David Leitch (2018)
- 7 sconosciuti a El Royale (Bad Times at the El Royale), regia di Drew Goddard (2018)
- Il coraggio della verità - The Hate U Give (The Hate U Give), regia di George Tillman Jr. (2018)
- Bohemian Rhapsody, regia di Bryan Singer (2018)
- Widows - Eredità criminale (Widows), regia di Steve McQueen (2018)
- Dragon Ball Super - Broly, regia di Tatsuya Nagamine (2019)
- Il ragazzo che diventerà re (The Kid Who Would Be King), regia di Joe Cornish (2019)
- Alita - Angelo della battaglia, regia di Robert Rodriguez (2019)
- X-Men - Dark Phoenix (Dark Phoenix), regia di Simon Kinberg (2019)
- Stuber - Autista d'assalto (Stuber), regia di Michael Dowse (2019)
- Attraverso i miei occhi (The Art of Racing in the Rain), regia di Simon Curtis (2019)
- Ad Astra, regia di James Gray (2019)
- Terminator - Destino oscuro (Terminator: Dark Fate), regia di Tim Miller (2019)
- Le Mans '66 - La grande sfida (Ford v Ferrari), regia di James Mangold (2019)
- Spie sotto copertura (Spies in Disguise), regia di Nick Bruno e Troy Quane (2019)

### Anni 2020
- Underwater, regia di William Eubank (2020) (Ultimo film con la scritta 20th Century Fox)
- Il richiamo della foresta (The Call of the Wild), regia di Chris Sanders (2020) (Primo film con la scritta 20th Century Studios)
- The New Mutants, regia di Josh Boone (2020)
- Free Guy - Eroe per gioco (Free Guy), regia di Shawn Levy (2021)
- Gli Amici delle vacanze (Vacation Friends), regia di Clay Tarver (2021)
- Ron - Un amico fuori programma (Ron’s Gone Wrong), regia di Sarah Smith e Jean-Philippe Vine (2021)
- The Last Duel, regia di Ridley Scott (2021)
- Home Sweet Home Alone - Mamma, ho perso l'aereo (Home Sweet Home Alone), regia di Dan Mazer (2021)
- West Side Story, regia di Steven Spielberg (2021)
- The King's Man - Le origini (The King's Man), regia di Matthew Vaughn (2021)
- Assassinio sul Nilo (Death on the Nile), regia di Kenneth Branagh (2022)
- No Exit, regia di Damien Power (2022)
- Acque profonde (Deep Water), regia di Adrian Lyne (2022)
- Bob's Burgers - Il film (The Bob's Burgers Movie), regia di Loren Bouchard e Bernard Derriman (2022)
- The Princess, regia di Le-Van Kiet (2022)
- Prey, regia di Dan Trachtenberg (2022)
- Amsterdam, regia di David O. Russell (2022)
- Darby Harper - Consulenza fantasmi (Darby and the Dead), regia di Silas Howard (2022)
- Rosaline, regia di Karen Maine (2022)
- Avatar - La via dell'acqua (Avatar: The Way of Water), regia di James Cameron (2022)
- Lo strangolatore di Boston (Boston Strangler), regia di Matt Ruskin (2023)
- The Boogeyman, regia di Rob Savage (2023)
- Gli amici delle vacanze 2 (Vacation Friends 2), regia di Clay Tarver (2023)
- Assassinio a Venezia (A Haunting in Venice), regia di Kenneth Branagh (2023)
- The Creator, regia di Gareth Edwards (2023)
- Omen - L'origine del presagio (The First Omen), regia di Arkasha Stevenson (2024)
- Il regno del pianeta delle scimmie (Kingdom of the Planet of the Apes), regia di Wes Ball (2024)
- Alien: Romulus, regia di Fede Álvarez (2024)
- Operazione vendetta (The Amateur), regia di James Hawes (2025)
- Predator: Killer dei Killer, regia di Dan Trachtenberg (2025)
- Predator: Badlands, regia di Dan Trachtenberg (2025)
- Springsteen - Liberami dal nulla (Springsteen: Deliver Me From Nowhere), regia di Scott Cooper (2025)
- Avatar - Fuoco e cenere (Avatar: Fire and Ash), regia di James Cameron (2025)